# Marco Barbo
Marco Barbo   (Venècia, 1420 - Roma, 11 de març de 1491) fou un cardenal i patriarca catòlic italià.

## Biografia
Provenint d'una de les principals famílies venecianes, Marco era el fill gran del patrici Paolo Barbo i la filla del comte Lascaris de Ventimiglia. Segons altres, era fill de Marino di Marco i Filippa della Riva. També era parent del papa Pau II.
Va ser creat cardenal pel papa Pau II el 18 de setembre de 1467, tot i que sembla que el papa hauria volgut que fos cardenal ja al primer consistori de 1464. Va rebre el títol de Sant Marc, deixat vacant pel mateix papa.
L'any 1470 fou ascendit a patriarca d'Aquileia, on tanmateix no residí, donada la seva impossibilitat per abandonar la cúria. Va governar el Patriarcat a través del vicari Angelo Fasolo, bisbe de Feltre. L'any següent se li va oferir la diòcesi de Verona, però va preferir declinar l'oferta.
Després de la mort de Pau II, el 1471, Marco va encarregar el monument funerari a Mino da Fiesole.
Està enterrat a la basílica de San Marco Evangelista al Campidoglio de Roma.